# US Pianese
Unione Sportiva Pianese, zkráceně jen Pianese je italský fotbalový klub hrající v sezóně 2024/25 ve 3. italské fotbalové lize sídlící ve městě Piancastagnaio v regionu Toskánsko.

## Změny názvu klubu
- 1930/31 − US Pianese (Unione Sportiva Pianese)

## Získané trofeje

### Vyhrané domácí soutěže
- 4. italská liga (2×)

2018/19, 2023/24

## Účast v ligách
| Úroveň soutěže | Název soutěže (nynější název) | První hraná sezona | Poslední hraná sezona | celkem odehraných sezon |
| -------------- | ----------------------------- | ------------------ | --------------------- | ----------------------- |
| 3              | Serie C                       | 2019/20            | 2024/25               | 2                       |
| 4              | Serie D                       | 2014/15            | 2023/24               | 9                       |
| 5              | Eccellenza                    | 2010/11            | 2013/14               | 4                       |